# Skanderbeg-Museum

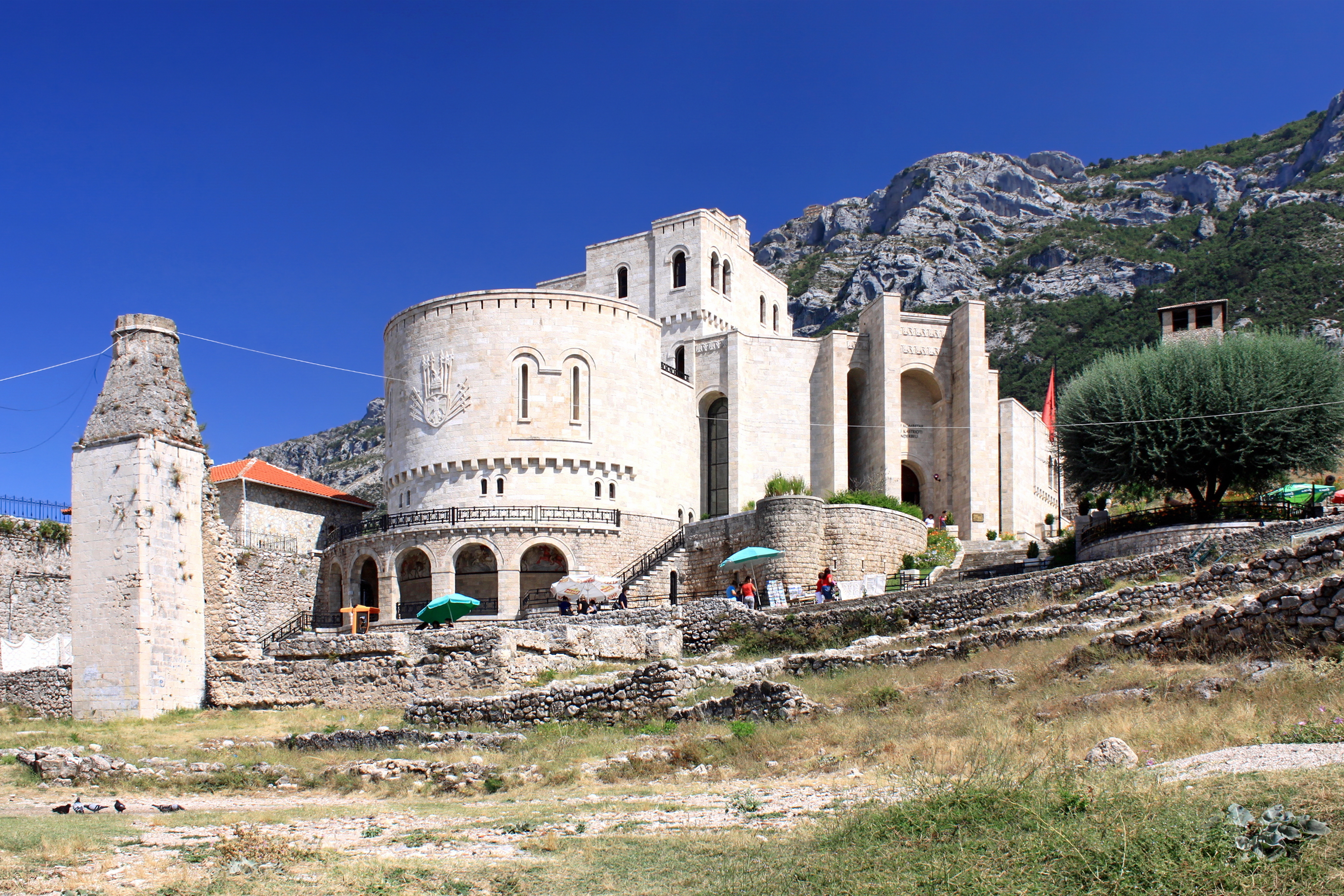
Hauptfassade des Museums

Das Skanderbeg Museum (offiziell: Muzeu Kombëtar Gjergj Kastrioti Skënderbeu) ist ein Museum in Kruja, Albanien. Es ehrt den Nationalhelden Georg Kastrioti Skanderbeg (1405–1468). Es befindet sich in der Festung von Kruja oberhalb des restaurierten Basars.

## Gebäude

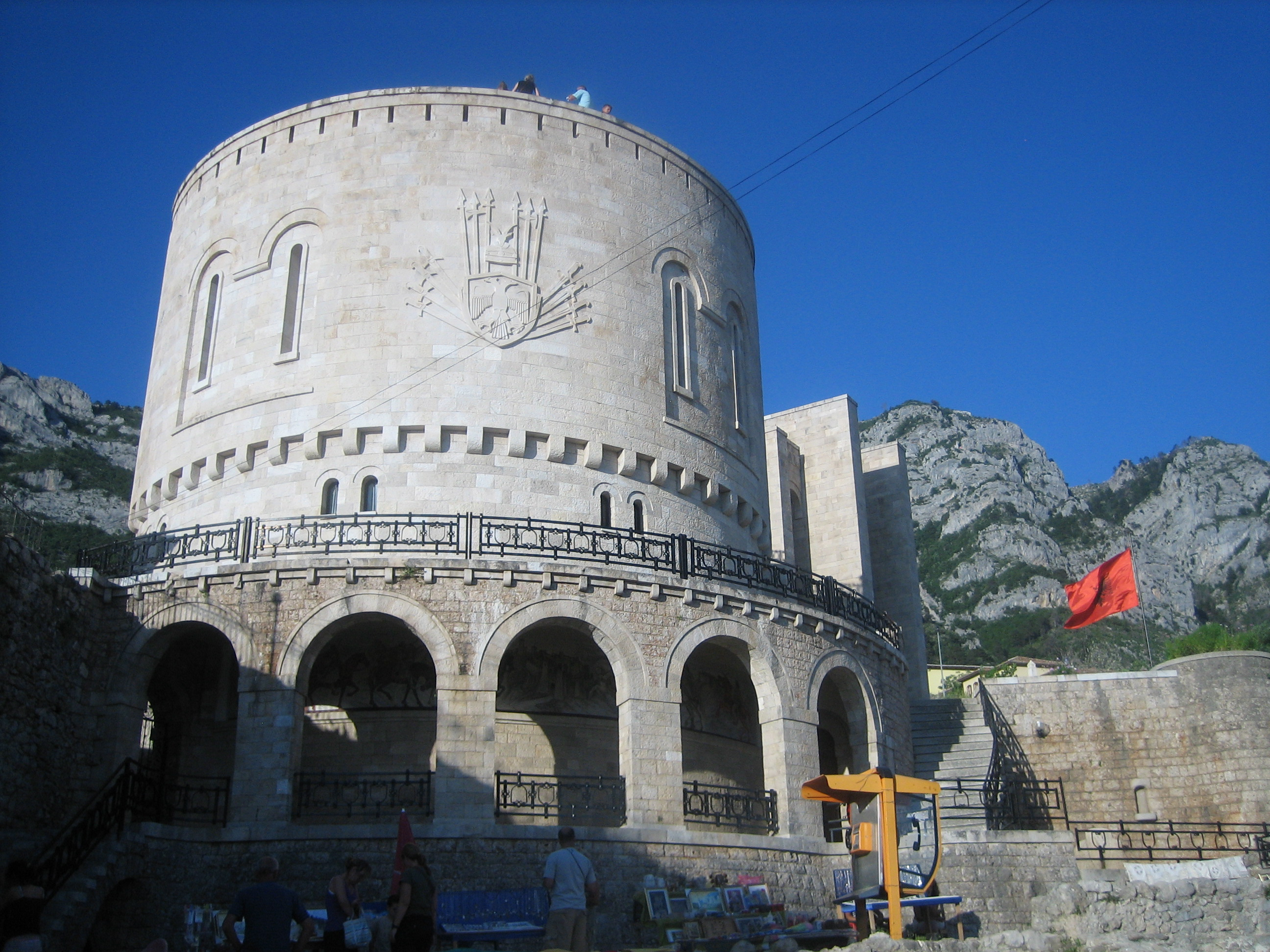
Turm

Das Gebäude ist ein monumentaler Neubau, der einer historischen Burg nachempfunden ist. Architekten waren Pranvera Hoxha, die Tochter des kommunistischen Diktators Enver Hoxha, und Pirro Vaso. Eröffnet wurde der Bau im Jahr 1982.

## Lage

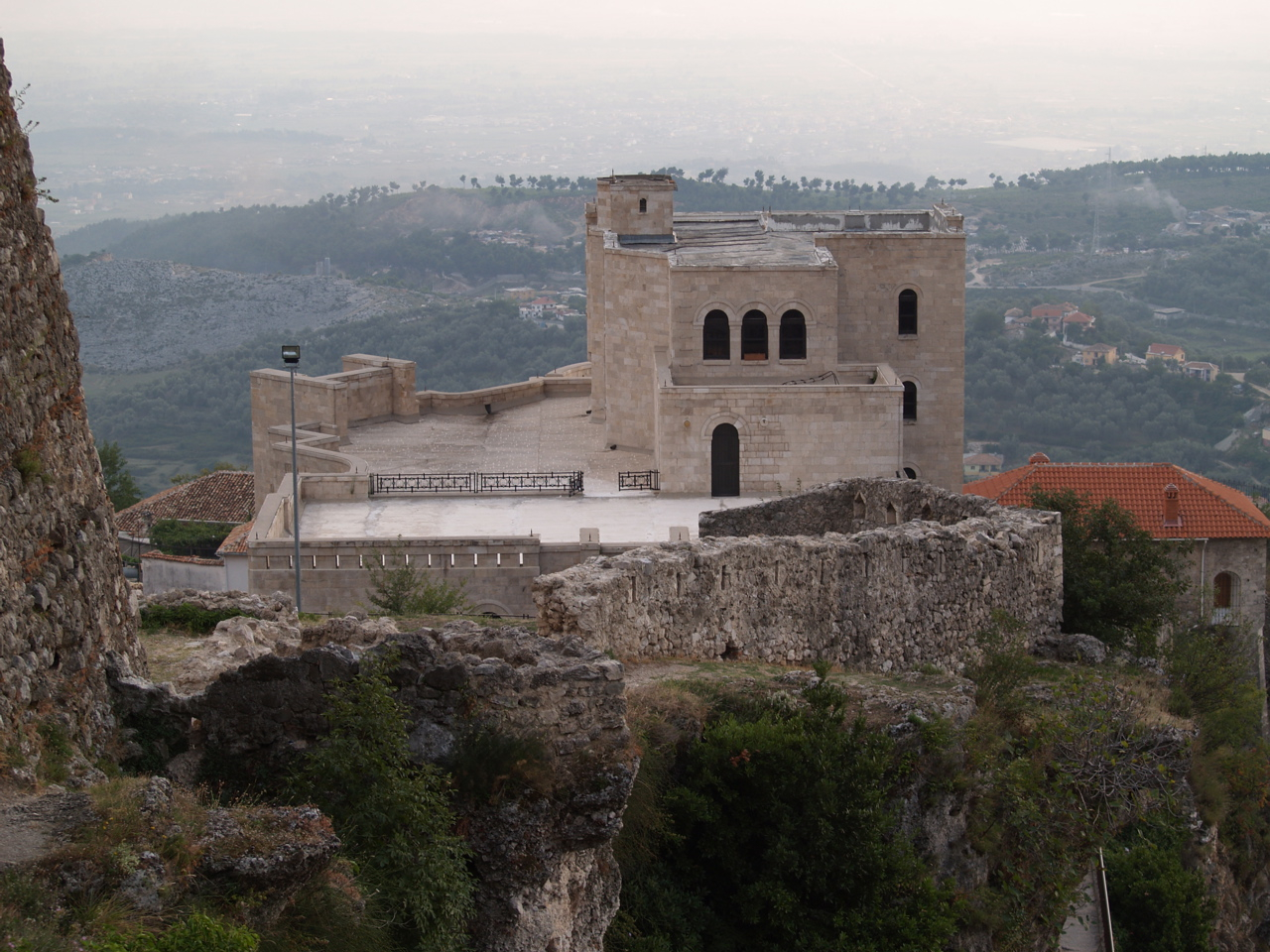
Rückseite des Gebäudes und Burgmauer

Das Museum befindet sich am Nordrand der Festung gleich neben der Burgmauer und einem historischen Zugangstor.
Die historische Festung diente Skanderbeg lange als Sitz. Die Osmanische Armee versuchte in den Jahren 1450, 1466 und 1467 vergeblich, sie einzunehmen. Die Festung trug dazu bei, dass Skanderbeg diese Region Albaniens für mehr als zwei Jahrzehnte vor einer osmanischen Invasion bewahren konnte.
Zur Festung gehört weiter unter anderem ein restauriertes Haus aus der Zeit der Osmanen, in dem ein ethnographisches Museum untergebracht ist, die Dollmatekke der Bektaschi, ein Hamam und die Reste der zerfallenen Sultan-Mehmed-Fatih-Moschee.

## Ausstellung
Das Museum diente den Kommunisten zum Aufbau eines „Personenkults um Gjerg Kastrioti Skënderbej“ (Meike Gutzweiler) und einer flächendeckenden Verbreitung des Mythos in der Bevölkerung. Die Sozialistische Volksrepublik Albanien deutete den Nationalhelden in ihrem Sinne um und inszenierte ihn nach dem Religionsverbot als Ersatz für die spirituelle Leere der Bevölkerung, was sich auch in der Architektur und der Gestaltung der Ausstellung des Museums zeigt.

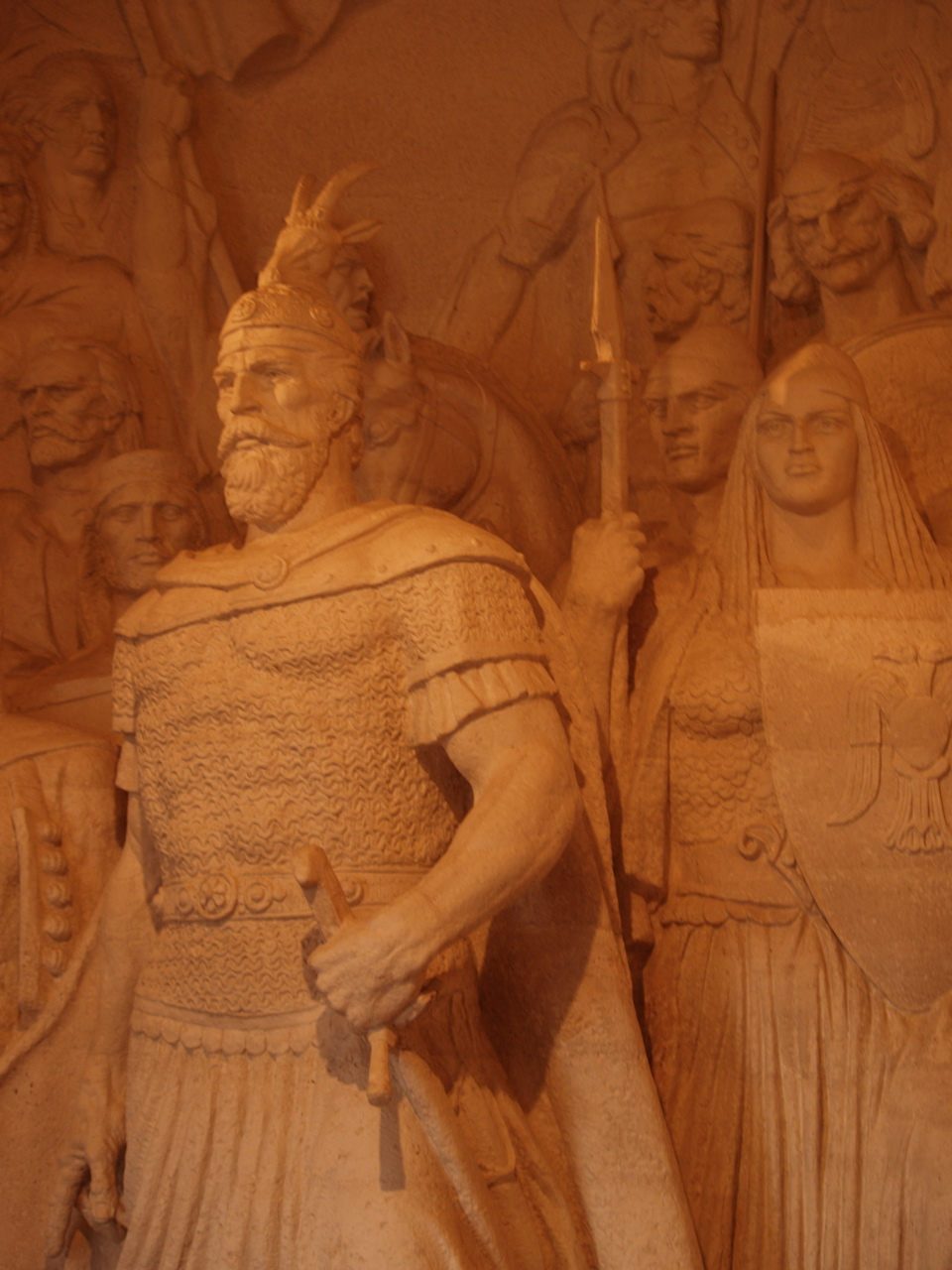
Statue von Skanderbeg in der Eingangshalle

Die Ausstellung dokumentiert Skanderbegs Leben und seinen militärischen Kampf gegen die Osmanen, unter anderem durch Monumentalgemälde. Eine Skulpturengruppe in der Eingangshalle zeigt einen von Mitkämpfern umgebenen übergroßen Skanderbeg. Ein Teil der Ausstellung ist dem Nachruhm des Türkenkämpfers in ganz Europa gewidmet. Die Ausstellungsstücke sind mehrheitlich Replika, darunter eine Kopie des Helms von Skanderbeg mit einem Ziegenkopf darauf. Das Original befindet sich im Kunsthistorischen Museum in Wien.